# Етнографски музей (Пожарски бани)
Етнографският музей (на гръцки: Λαογραφικό Μουσείο) е музей в македонския курорт в Мъглен Пожарски бани, Гърция.

## Описание
Музеят е основан в 1991 година като Мъгленски палеонтологично-природен и етнографски музей (на гръцки: Παλαιοντολογικό – Φυσιογραφικό και Λαογραφικό Μουσείο Αλμωπίας) и е единственият в Гърция с такъв смесен характер. Резултат е на първото Пангръцко спелеологично изследване на Северна Гърция, проведено в 1990 година. Изследването дава редица важни находки, които дем Мъглен решава да изложи заедно с етнографски експонати от областта.
В 2002 година музеят е разделен като природонаучната част е изместена в Природонаучния музей в Съботско (Аридеа), а етнографската част е преместена в нова каменна сграда отново до Колова река (Агиос Николаос).
Етнографският музей притежава богата колекция от народното творчество. Сред експонатите има стари везни, железни ютии, шевни машини, битови инструменти, като много интересна е колекцията от традиционни носии от региона.